# Proclitus equatorius
Proclitus equatorius är en stekelart som först beskrevs av Morley 1912.  Proclitus equatorius ingår i släktet Proclitus och familjen brokparasitsteklar. Inga underarter finns listade i Catalogue of Life.